# Utada Hikaru
Hikaru Utada (宇多田 ヒカル, Utada Hikaru), també coneguda com a Hikki pels seus fans (Manhattan, EUA, 19 de gener de 1983), és una persona no-binària japonesa d'origen estatunidenc que es dedica a la música pop japonesa. La seva figura és una de les veus nipones més reconegudes fins al moment i alhora una de les més importants de la història del Japó.

## Trajectòria
Hikaru Utada va néixer a Manhattan, a Nova York (Estats Units d'Amèrica). En conjunt (senzills i àlbums), havia venut al voltant de 52.000.000 de còpies en tot el món als volts de la dècada de 2010. Les vendes digitals de les cançons, per separat, del seu àlbum japonès Heart Station van assolir més 20 milions de vendes.
La seua música també ha fet diverses incursions als mercat nord-americà i britànic —fet que la va posicionar al número u en les llistes de ball més prestigioses d'ambdós països. A més a més, posà la seva veu als temes principals dels videojocs Kingdom Hearts i Kingdom Hearts II de Square-Enix i Squaresoft, tant en anglès com en japonès.